# Tumidiclava tenuipennis
Tumidiclava tenuipennis är en stekelart som beskrevs av Lin 1991. Tumidiclava tenuipennis ingår i släktet Tumidiclava och familjen hårstrimsteklar. Inga underarter finns listade i Catalogue of Life.